# Carl Peters (película)
Carl Peters es una película de propaganda alemana antibritánica de 1941, dirigida por Herbert Selpin y protagonizando a Hans Albers como el principal líder colonial alemán, y también a Bayume Mohamed Husen como un guía nativo.

## Sinopsis
La película acompaña a Carl Peters, uno de los fundadores de la África Oriental Alemana. Al dirigirse a la comisión parlamentaria de investigación, solicita abiertamente una política hitleriana de conquista territorial, que según Paters necesita hombres tercos, como él. Él defiende las ejecuciones sin juicio como una forma de prevenir un levantamiento, el cual, él insiste, los parlamentaristas no pudieron haber prevenido. Los parlamentaristas, quienes además son judíos, no aceptan esto, demostrando lo que pasa cuando no se adhiere al Führerprinzip.

## Contexto en la propaganda Nazi
Esta película refleja parte del enojo tras los términos de paz: todas las colonias alemanas se perdieron al término de la Primera Guerra Mundial. Su crudo ataque hacia Inglaterra es común en películas posteriores, como Ohm Krüger, después de que Hitler llegara a la conclusión de que no se podría llegar a un acuerdo de paz con Inglaterra, aunque los administradores de los colonias inglesas son representados como más inteligentes que aquellos de Alemania, quienes oprimieron a Peters.

## Trama
La historia comienza en Londres en 1892. Miembros de un club discuten acerca de Carl Peter que acaba de cruzar El Canal con hombres del Servicio de Inteligencia preguntándose si detener a Peter antes de que trate de lograr su objetivo Africano y sea capaz de consolidar la posición de la Gran Alemania en el este de África.
Carl Peters regresa a Alemania para obtener apoyo, pero sus proyectos de exploración son encontrados con poca respuesta. Partió por su propia cuenta hacia África; llega a Zanzíbar, donde intenta convencer al consulado alemán que apoyen su esfuerzo. Intenta establecer una colonia y volverla un protectorado del gobierno imperial. Peters llega a la conclusión de realizar tratados comerciales con las tribus locales líderes, antes que los ingleses o los belgas lo hagan.
Después, Carl Peters sobrevive a una enfermedad tropical y a un intento de envenenamiento por parte del Servicio de Inteligencia. Finalmente recibe una carta del Kasier Wilhelm asegurando protección para su colonia. 
Carl Peters regresa a África tras varios juicios, no solo por parte de los ingleses, sino también del director del Departamento Colonial de la Oficina Imperial de Asuntos Foráneos quien resulta ser judío. Carl Peters escapa del peligro, pero su amigo Juhlke no corre con la misma suerte. Mientras Peters lleva la expedición a su fin, malas noticias llegan a Berlín. El canciller Bismarck renunciaría, pero Peters fue nombrado Reichskommissar (Comisionado colonial). De vuelta en Berlín, Peters debe rendir cuentas al Reichstag, a responder a los cargos de los socialistas. A pesar del apoyo de un testigo, quien es un obispo anglicano de color instalado por los ingleses, quien a su favor, y a pesar de la acalorada retórica que usa Peters, se ve forzado a renunciar.